# Paraflyarna (Frostvikens socken, Jämtland, 714671-145693)
Paraflyarna är en sjö i Strömsunds kommun i Jämtland och ingår i Ångermanälvens huvudavrinningsområde.